# H̱amra
H̱amra är en ö i Djibouti.   Den ligger i regionen Obock, i den nordöstra delen av landet, 100 km norr om huvudstaden Djibouti.
Terrängen på H̱amra är varierad.